# Neurhermes maculipennis
Neurhermes maculipennis là một loài côn trùng trong họ Corydalidae thuộc bộ Megaloptera. Loài này được G. Gray in Cuvier miêu tả năm 1832.